# 顔役 (1968年の映画)
『顔役』（原題: Gangsters '70）は、犯罪を主題にした1968年のイタリア映画。

## ストーリー
10年の服役を終えて出所したマフィアの老ボス・デスティルは、かつての部下であったセムプレシの出迎えを受ける。今やすっかり零落した仲間を募り、再び大仕事を企てるデスティルだったが、弁護士に預けていた金は使い込まれ、資金集めに奔走するもののなかなかうまくいかない。新興勢力であるマフィアのボス・アファタートに金の無心をするもやんわりと断られ、金策に困り果てたセムプレシはいかさま賭博で5000万イタリア・リラを調達しようとする。ところが、アファタートの計略にまんまと嵌り、「金を貸してほしければデスティルを裏切れ」と脅迫される。拷問に屈してデスティルを裏切ってしまうセムプレシだったが、そんなことなどつゆ知らず、南アフリカ共和国から運ばれる10億リラ相当のダイヤモンドの原石の強奪計画が始まる。射撃のスペシャリストだったが麻薬に溺れ人生の落伍者となったルディ、自殺に失敗した売れない女優のフランカ、化学者の青年、情報屋などがデスティルの下に集まる。映画の撮影という触れ込みで一味に引き入れられたフランカは強奪の手引きを迫られ激しく拒絶するが、ルディと恋仲に落ちる中で悪事の片棒を担ぐことになる。ダイヤを積んだ航空機に爆弾を仕掛け空港に緊急着陸させ、客室乗務員に扮したフランカが運び屋を空港内の事務室に誘導し、警察官に変装したルディと化学者が麻酔で眠らせ見事ダイヤの強奪には成功するが、銃撃戦の巻き添えで情報屋は死んでしまう。アジトに引き上げた一味の前にアファタートとその手下が現れる。デスティルの手柄を横取りしようとしたアファタート一味だったが、セムプレシの捨て身の反撃で激しい殺戮が繰り広げられ、アジトは修羅場と化す。窮地を脱したかにみえたデスティルをアファタートの凶弾が襲う。化学者は逃走途中、警官を射殺して追い詰められ警官隊の一斉射撃であえない最期を遂げる。生き残ったルディはフランカを連れて国外逃亡を試みるが、足手まといになったフランカを捨てて国境のアルプス越えに挑む。だが、麻薬中毒で衰弱した彼の肉体は限界を迎え、ルディは最後の力を振り絞ってダイヤの原石を粉砕する。銃声を聞いて駆け付けた国境警備隊はそれがダイヤの原石とも知らず、ただの石ころだと思って現場を後にするのであった。

## キャスト
| 役名                 | 俳優                           | 日本語吹替 | 日本語吹替 |
| 役名                 | 俳優                           | ソフト版   |            |
| -------------------- | ------------------------------ | ---------- | ---------- |
| ファビオ・デスティル | ジョゼフ・コットン             |            |            |
| フランカ             | フランカ・ポレセロ             |            |            |
| ルディ               | ジュリオ・ブロジ               |            |            |
| セムプレシ           | ジャンピエロ・アルベルティーニ |            |            |
| アファタート         | ブルーノ・コラッツァーリ       |            |            |
| 化学者               | デニス・パトリック・キルベイン |            |            |
| アファタートの手下   | ジャン・ルイ                   |            |            |
| アンナ               | ミリー・ヴィターレ             |            |            |
| 情報屋               | フランコ・レッセル             |            |            |
|                      | リンダ・シニ                   |            |            |